# Mohamed Mara
 (décembre 2023).
Mohamed Mara est un footballeur international guinéen, né le 12 décembre 1996 à Conakry. Il évolue au poste d'attaquant au Ratchaburi.

## Biographie
Natif de Guinée, il arrive en France à l'âge de 13 ans, avec sa famille. Il s'installe à Laval, où habite son oncle.
Il commence à jouer avec les équipes de jeunes de l'Union sportive lavalloise, puis effectue un essai au Stade rennais, avant d'atterrir au FC Lorient en 2014. Toutefois, des problèmes administratifs l'empêchent de jouer le moindre match pendant cinq mois.
Il fait ses débuts avec le FC Lorient en Ligue 1 le 17 septembre 2016, lors de la réception du LOSC Lille (victoire 1-0). Il s'agit de son premier match en pro mais également de sa première titularisation dans ce championnat.
Il joue son premier match en équipe de Guinée le 13 novembre 2016, contre la RD Congo. Ce match perdu sur le score de 1-2 rentre dans le cadre des éliminatoires du mondial 2018.
Lors de la saison 2017-2018, il subit coup sur coup deux ruptures des ligaments croisés en novembre puis en mai. En manque de temps de jeu et de forme physique, il ne participe pas à la saison 2018-2019 en Ligue 2 avec Lorient.
Il reprend la compétition en août 2019 sous les ordres du nouvel entraîneur lorientais Christophe Pélissier. Il participe à quatre matchs avec le FC Lorient en début de saison avant d'être transféré au Paris FC pour un prêt d'une durée d'un an. Ayant disputé trois rencontres de championnat avec le FC Lorient sur la première partie de saison, il obtient le titre de champion de Ligue 2 2019-2020.
Il s'engage le 25 août en faveur de l'Evian Thonon Grand Genève FC, club de National 3.

## Statistiques
| Saison                | Club                         | Championnat           | Championnat | Championnat | Championnat | Coupe nationale | Coupe nationale | Coupe nationale | Coupe de la Ligue | Coupe de la Ligue | Coupe de la Ligue | Guinée | Guinée | Guinée | Total | Total | Total |
| Saison                | Club                         | Division              | M.          | B.          | P.d.        | M.              | B.              | P.d.            | M.                | B.                | P.d.              | M.     | B.     | P.d.   | M.    | B.    | P.d.  |
| 2016-2017             | FC Lorient                   | Ligue 1               | 9           | 0           | 1           | 1               | 0               | 0               | 1                 | 0                 | 0                 | 3      | 0      | 0      | 14    | 0     | 1     |
| 2017-2018             | FC Lorient                   | Ligue 2               | 6           | 2           | 1           | -               | -               | -               | -                 | -                 | -                 | -      | -      | -      | 6     | 2     | 1     |
| 2018-2019             | FC Lorient                   | Ligue 2               | -           | -           | -           | -               | -               | -               | -                 | -                 | -                 | -      | -      | -      | 0     | 0     | 0     |
| 2019-2020             | FC Lorient                   | Ligue 2               | 3           | 0           | 0           | -               | -               | -               | 1                 | 0                 | 0                 | -      | -      | -      | 4     | 0     | 0     |
| Sous-total            | Sous-total                   | Sous-total            | 18          | 2           | 2           | 1               | 0               | 0               | 2                 | 0                 | 0                 | 3      | 0      | 0      | 24    | 2     | 2     |
| 2019-2020             | Paris FC (prêt)              | Ligue 2               | -           | -           | -           | -               | -               | -               | -                 | -                 | -                 | -      | -      | -      | 0     | 0     | 0     |
| Sous-total            | Sous-total                   | Sous-total            | 0           | 0           | 0           | 0               | 0               | 0               | 0                 | 0                 | 0                 | 0      | 0      | 0      | 0     | 0     | 0     |
| 2021-2022             | Thonon Evian Grand Geneve FC | National 3            | 28          | 8           | -           |                 | -               | -               | -                 | -                 | -                 | -      | -      | -      | 28    | 8     | 0     |
| Total sur la carrière | Total sur la carrière        | Total sur la carrière | 18          | 2           | 2           | 1               | 0               | 0               | 2                 | 0                 | 0                 | 3      | 0      | 0      | 24    | 2     | 2     |